# Dr Subotića
La rue Dr Subotića (en serbe cyrillique : Др Суботића) est une rue de Belgrade, la capitale de la Serbie, située dans la municipalité urbaine de Savski venac.

## Parcours
La rue Dr Subotića naît à la hauteur de la rue Pasterova. Elle s'oriente vers l'ouest et débouche dans la rue Deligradska.

## Éducation et santé

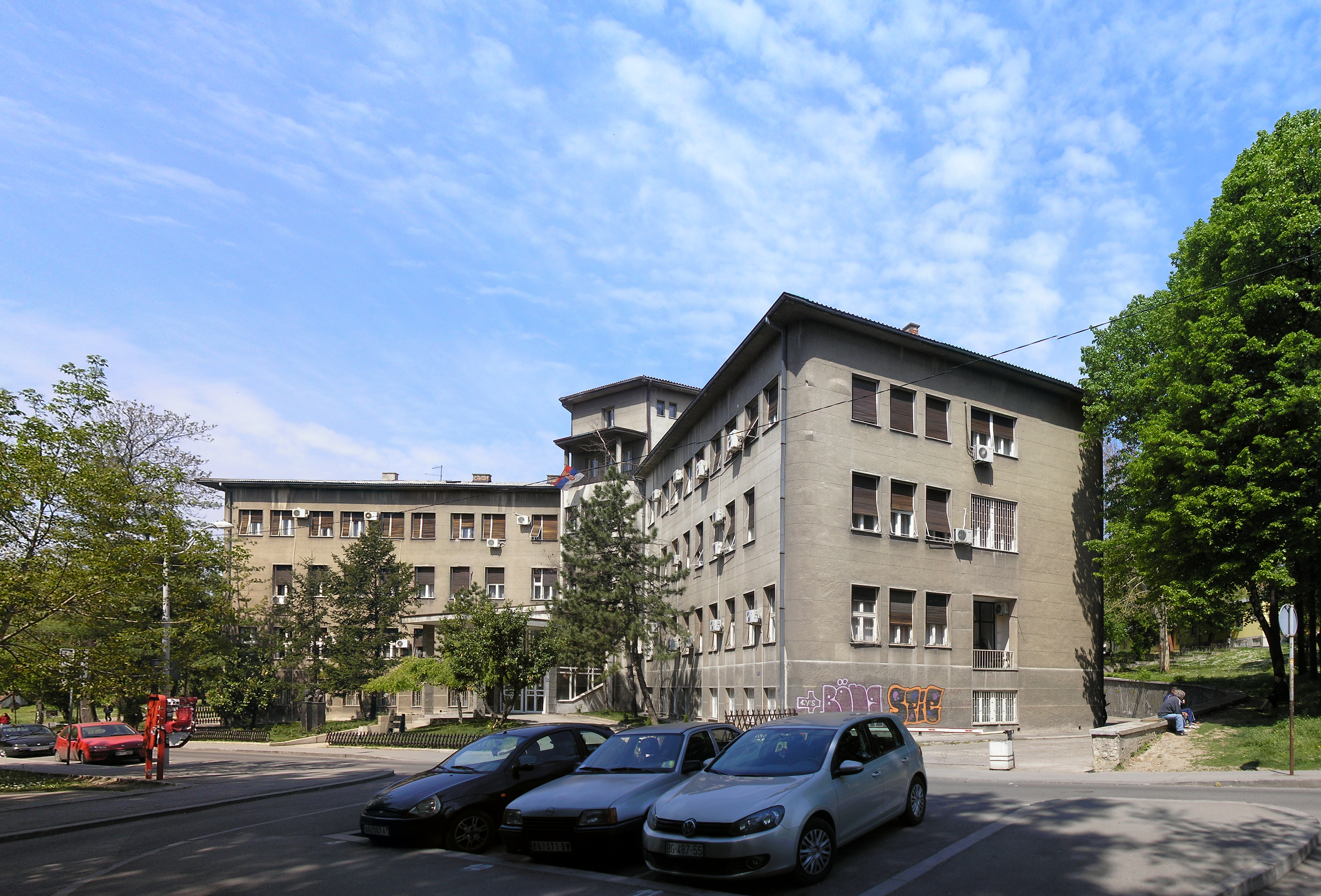
La Faculté de médecine dentaire de l'université de Belgrade, au n° 8

La rue Dr Subotića abrite de nombreux instituts médicaux et établissements de santé. Au n° 8 se trouvent la Faculté de médecine et la Faculté de médecine dentaire de l'université de Belgrade. Au n° 1 se trouvent l'Institut de pharmacologie et l'Institut de microbiologie et d'immunologie, et, au n° 15, l'Institut de médecine sociale, qui dépendent tous les trois de la Faculté de médecine.
L'Institut de santé publique de Serbie Dr Milan Jovanović Batut, dont l'origine remonte à 1924, est situé au n° 5. La clinique de parodontologie et de médecine buccale, qui dépend de la Faculté de médecine dentaire, est située au n° 4. Au n° 6 se trouve la Clinique de neurologie, au n° 6a la Clinique de neurologie pour les enfants et des adolescents et, au n° 13, la Clinique d'endocrinologie, de diabétologie et des maladies du métabolisme, qui dépendent du Centre clinique de Serbie ; au n° 13 se trouve également un des deux services de cardiologie du Centre clinique, connu sous le nom de « 
Interna B klinika ».